# Laphria gilvoides
Laphria gilvoides är en tvåvingeart som beskrevs av Wulp 1898. Laphria gilvoides ingår i släktet Laphria och familjen rovflugor. Inga underarter finns listade i Catalogue of Life.